# Yūtarō Abe
Yūtarō Abe (jap. 阿部 祐大朗, Abe Yūtarō; * 5. Oktober 1984 in Machida) ist ein ehemaliger japanischer Fußballspieler.

## Karriere

### Verein
Er begann seine Karriere bei Yokohama F. Marinos, wo er von 2002 bis 2004 spielte. 2005 folgte dann der Wechsel zu Montedio Yamagata. Danach spielte er bei Ferverosa Ishikawa Hakusan FC (2007), Tokushima Vortis (2007–2008) und Gainare Tottori (2009–2011). 2011 beendete er seine Spielerkarriere.

### Nationalmannschaft
Mit der japanischen Nationalmannschaft qualifizierte er sich für die Junioren-Fußballweltmeisterschaft 2003.

## Errungene Titel
- J1 League: 2003, 2004